# The Car
The Car — сьомий студійний альбом англійського гурту Arctic Monkeys, випущений 21 жовтня 2022 року лейблом Domino Records. Пісні альбому переважно написані фронтменом і гітаристом Алексом Тернером у його будинку в Лос-Анджелесі та в Парижі. Альбом спродюсований у Саффолку, Парижі та Лондоні постійним співавтором Arctic Monkeys Джеймсом Фордом, а також запрошеними музикантами Томом Ровлі, Лорен Хамфрі і Тайлером Паркфордом, а аранжуванням займалися Бріджит Семюелс, Форд та Тернер. Барабанщик Метт Гелдерс зробив фотографію для обкладинки альбому, на якій зображена біла Toyota Camry на порожній парковці на даху будівлі у Лос-Анджелесі. Назва альбому відсилає до згаданої обкладинки та великої кількості посилань на транспортні засоби в текстах пісень.
«The Car» базується на звучанні попереднього альбому гурту, Tranquility Base Hotel & Casino (2018). У ньому представлений широкий спектр жанрів, що включає арт-рок, прогресивний рок, лаунж, бароко-поп і фанк, а також елементи джазу. Також відчутний вплив соулу, електронної музики, глем-року, босанови, традиційної попмузики та вінтажних саундтреків до фільмів. Його ліричний зміст досліджує ностальгію та шоу-бізнес, зокрема музичну та кіноіндустрію.
Альбом отримав схвальні відгуки критиків одразу після виходу. Вони позитивно відгукувалися про творчий прогрес гурту, продюсування альбому та тексти Тернера, хоча дехто вважав, що подальший відхід гурту від їхнього раннього інді-рок звучання залишатиметься суперечливим для давніх шанувальників.

## Вихід альбому
Про вихід сьомого студійного альбому Arctic Monkeys стало відомо в серпні 2022 року. Платівка стала першою за чотири роки, після попереднього лонгплею Tranquility Base Hotel & Casino (2018), та отримала назву The Car. Альбом було записано в декількох європейських студіях в Саффолку, Парижі та Лондоні. Платівка містила десять пісень, першою з яких було наживо зіграно «I Ain't Quite Where I Think I Am», що прозвучала 23 серпня 2022 року на концерті в Цюриху.

## Список композицій
| #   | Назва                              | Тривалість |
| --- | ---------------------------------- | ---------- |
| 1.  | «There'd Better Be A Mirrorball»   | 4:25       |
| 2.  | «I Ain’t Quite Where I Think I Am» | 3:11       |
| 3.  | «Sculptures Of Anything Goes»      | 3:59       |
| 4.  | «Jet Skis On The Moat»             | 3:17       |
| 5.  | «Body Paint»                       | 4:50       |
| 6.  | «The Car»                          | 3:18       |
| 7.  | «Big Ideas»                        | 3:57       |
| 8.  | «Hello You»                        | 4:04       |
| 9.  | «Mr Schwartz»                      | 3:30       |
| 10. | «Perfect Sense»                    | 2:47       |

## Чарти

### Тижневі чарти
| Чарт (2022)                                          | Найвища позиція |
| ---------------------------------------------------- | --------------- |
| Австралія Australian Albums (ARIA)                   | 2               |
| Австрія Austrian Albums (Ö3 Austria)                 | 3               |
| Бельгія Belgian Albums (Ultratop Flanders)           | 2               |
| Бельгія Belgian Albums (Ultratop Wallonia)           | 2               |
| Канада Canadian Albums (Billboard)                   | 6               |
| Данія Danish Albums (Hitlisten)                      | 5               |
| Нідерланди Dutch Albums (MegaCharts)                 | 2               |
| Фінляндія Finnish Albums (Suomen virallinen lista)   | 5               |
| Франція French Albums (SNEP)                         | 2               |
| Німеччина German Albums (Offizielle Top 100)         | 5               |
| Угорщина Hungarian Albums (MAHASZ)                   | 18              |
| Icelandic Albums (Plötutíðindi)                      | 16              |
| Ірландія Irish Albums (OCC)                          | 2               |
| Італія Italian Albums (FIMI)                         | 6               |
| Японія Japanese Albums (Oricon)                      | 18              |
| Japanese Hot Albums (Billboard Japan)                | 16              |
| Lithuanian Albums (AGATA)                            | 2               |
| Нова Зеландія New Zealand Albums (Recorded Music NZ) | 2               |
| Норвегія Norwegian Albums (VG-lista)                 | 8               |
| Польща Polish Albums (ZPAV)                          | 8               |
| Португалія Portuguese Albums (AFP)                   | 2               |
| Шотландія Scottish Albums (OCC)                      | 2               |
| Іспанія Spanish Albums (PROMUSICAE)                  | 3               |
| Швеція Swedish Albums (Sverigetopplistan)            | 8               |
| Швейцарія Swiss Albums (Schweizer Hitparade)         | 3               |
| Велика Британія UK Albums (OCC)                      | 2               |
| Велика Британія UK Independent Albums (OCC)          | 1               |
| Uruguayan Albums (CUD)                               | 11              |
| США Billboard 200                                    | 6               |
| США Top Alternative Albums (Billboard)               | 1               |
| США Top Rock Albums (Billboard)                      | 1               |

### Річні чарти
| Чарт (2022)                        | Позиція |
| ---------------------------------- | ------- |
| Belgian Albums (Ultratop Flanders) | 46      |
| Belgian Albums (Ultratop Wallonia) | 160     |
| Dutch Albums (Album Top 100)       | 77      |
| Portuguese Albums (AFP)            | 14      |
| Spanish Albums (PROMUSICAE)        | 87      |
| UK Albums (OCC)                    | 17      |

## Сертифікації
| Регіон                                                      | Сертифікація | Продажі |
| ----------------------------------------------------------- | ------------ | ------- |
| Велика Британія (BPI)                                       | Золотий      | 100 000 |
| продажі+прослуховування, що базуються лише на сертифікаціях |              |         |